# Międzynarodowa Federacja Związków Lacrosse Kobiet
Międzynarodowa Federacja Związków Lacrosse Kobiet (ang. International Federation of Women's Lacrosse Associations (IFWLA)) – organizacja założona w 1972 roku, dla promowania lacrosse w wydaniu kobiecym na całym świecie. 
Początkowo, w jej skład wchodziły związki z USA, Australii, Anglii, Walii oraz Szkocji. Od tego czasu dołączyły jeszcze Czechy, Kanada, Japonia, Niemcy i Nowa Zelandia. Dania i Hongkong pozostają krajami stowarzyszonymi. Obecnie zajmuje się promocją tego sportu w Ameryce Południowej, a także organizacją co cztery lata mistrzostw świata kobiet w lacrosse, a także mistrzostw świata do lat 19.